# Анхироја
Анхироја или Ахироја (грч. Ἀχιρ(ρ)όη) је у грчкој митологији било име више личности.

## Етимологија
Име Анхироја означава поток који протиче, а изведено је од грчких речи anacheô, rhoos.

## Митологија
1. Према Паусанији, била је нимфа из Аркадије.[2] Попут још неких нимфи, представљала је Мегалополис.[3]
2. У „Метаморфозама“ Антонина Либерала, била је аргивска нимфа Најада, кћерка речног бога Ерасина. Запамћена је по томе што је примила Бритомартиду у своју земљу[4], када се ова вратила са Крита. Припадала је нимфама Ерасинидама.[5]
3. Била је кћерка речног бога Хремета, нимфа Најада, која се удала за Псила и са њим имала сина Кратегона. Њу је помињао Нон.[4][1]
4. Према неким изворима, друго, односно исправно име нимфе Анхиноје.[6] Она је са Ситоном имала кћерке Палену и Ројтеју.[7]

## Биологија
Латинско име ових личности (Anchiroe) је назив за род лептира.